# Kramkówka Duża
Kramkówka Duża (Kramkówka Wielka) – wieś w Polsce położona w województwie podlaskim, w powiecie monieckim, w gminie Goniądz.
W latach 1975–1998 miejscowość administracyjnie należała do województwa łomżyńskiego.
Wierni kościoła rzymskokatolickiego należą do parafii Matki Boskiej Anielskiej w Downarach lub do parafii św. Klary w Kuleszach.

## Historia
W czasach Królestwa Polskiego Kramkówka Wielka istniała jako wieś szlachecka należąca do gminy Przytulanka położonej w pow. białostockim, a następnie do guberni grodzieńskiej osadzona na 278 dziesięcinach z tego 99 było własnością Jakubowskich. Należała do parafii goniądzkiej, a od roku 1925 do parafii MB Anielskiej w Downarach.
Według spisu ludności z 30 września 1921 w Kramkówce Wielkiej zamieszkiwało ogółem 249 osób z czego mężczyzn – 115, kobiet – 135. Budynków mieszkalnych było 44. Wśród mieszkańców 243 osoby były wyznania rzymskokatolickiego a 6 mojżeszowego. Jednocześnie 243 mieszkańców zadeklarowało polską przynależność narodową a 6 żydowską.
Według spisu ludności z 2011 w Kramkówce Dużej zamieszkiwało ogółem 198 osób z czego mężczyźni stanowili – 48,5%, a kobiety – 51,5%. Miejscowość zamieszkuje 3,8% mieszkańców gminy Goniądz.